# Aussprachedatenbank
Eine Aussprachedatenbank dient der Information zur korrekten Aussprache von Wörtern, insbesondere auch Eigennamen und Ortsbezeichnungen fremder Sprachen (Exonyme).
Im deutschen Sprachraum sind dies beispielsweise die Aussprachedatenbank der ARD, die intern zur Verfügung gestellt wird, und die Aussprachedatenbank des Österreichischen Deutsch (ADABA), die an der Universität Graz entwickelt wurde und alle drei Varianten des Hochdeutsch (österreichisches, deutsches und Schweizer Hochdeutsch) abdeckt. BAS GEO1 ist eine Aussprachedatenbank für die Bezeichnungen deutschsprachiger Orte, aufgezeichnet in der phonetischen Hilfsschrift SAMPA.
Für das Niederländisch Belgiens existiert mit Fonilex eine Datenbank, welche die 200.000 meistgebrauchten Wortformen phonetisch anzeigen kann.